# Carinodes minasensis
Carinodes minasensis är en stekelart som först beskrevs av Brethes 1927.  Carinodes minasensis ingår i släktet Carinodes och familjen brokparasitsteklar. Inga underarter finns listade.